# Ian Holloway
Ian Scott Holloway (ur. 12 marca 1963) - były angielski piłkarz, a obecnie trener piłkarski.
Holloway grał na pozycji pomocnika. Karierę zaczął w Bristol Rovers w 1981 roku, później grał w Wimbledon, Brentford, Torquay United, Queens Park Rangers. Po zakończeniu kariery trenował Bristol Rovers, Queens Park Rangers, Plymouth Argyle, Leicester City i Blackpool.

## Statystyki trenerskie
Stan na 14 czerwca 2013
| Klub                | Kraj    | Od                | Do                   | Mecze | Mecze | Mecze | Mecze | Mecze |
| Klub                | Kraj    | Od                | Do                   | M     | Z     | R     | P     | % Z   |
| ------------------- | ------- | ----------------- | -------------------- | ----- | ----- | ----- | ----- | ----- |
| Bristol City        | Anglia  | 13 maja 1996      | 29 stycznia 2001     | 247   | 90    | 70    | 87    | 36,44 |
| Queens Park Rangers | Anglia  | 26 lutego 2001    | 6 lutego 2006        | 252   | 100   | 71    | 81    | 39,68 |
| Plymouth Argyle     | Anglia  | 28 czerwca 2006   | 21 listopada 2007    | 71    | 28    | 23    | 20    | 39,44 |
| Leicester City      | Anglia  | 22 listopada 2007 | 23 maja 2008         | 32    | 9     | 8     | 15    | 28,13 |
| Blackpool           | Anglia  | 21 maja 2009      | 3 listopada 2012     | 162   | 62    | 43    | 57    | 38,27 |
| Crystal Palace      | Anglia  | 3 listopada 2012  | 23 października 2013 | 46    | 14    | 14    | 18    | 30,43 |
| Łącznie             | Łącznie | Łącznie           | Łącznie              | 809   | 303   | 239   | 267   | 37,45 |